# Wo bist du?
Wo bist du? ist ein Lied der deutschen Rock-’n’-Roll-Band Spider Murphy Gang, das im Juni 1982 erschien.

## Entstehung und Veröffentlichung
Geschrieben wurde der Titel vom Frontsänger Günther Sigl, für die Produktion zeichneten Harald Steinhauer und Armand Volker verantwortlich.
Die Erstveröffentlichung von Wo bist du? erfolgte als Single im Juni 1982 bei Electrola. Diese erschien als 7″-Single mit der B-Seite Herzklopfen, welche bereits auf Dolce Vita gewese war (Katalognummer: 006-46 621). Im gleichen Jahr erschien das Lied als Teil von Tutti Frutti (Katalognummer: 064-46 671), dem vierten Studioalbum der Spider Murphy Gang.
Um das Lied zu bewerben, erfolgte am 2. August 1982 ein Liveauftritt in der ZDF-Hitparade, wo sie durch das TED-Verfahren auf dem ersten Platz gewählt wurde und im Folgemonat (6. September 1982) nochmals auftrat. Es war der zweite Sieg in der Hitparade in Folge, nachdem sie in der vorherigen Ausgabe bereits mit Schickeria gewonnen hatte.

## Inhalt
Das Lied handelt von Partnervermittlung. Im Liedtext werden jeweils eine junge gebildete Frau und ein erfolgreicher, moderner Mann vorgestellt, die sich jedoch im „Club der einsamen Herzen“ wiederfinden. Somit wird die zur damaligen Zeit häufiger in den Medien thematisierte Singlegesellschaft aufgegriffen.

## Chartplatzierungen
| ChartsChartplatzierungen | Höchstplatzierung | Wochen/ Monate |
| ------------------------ | ----------------- | -------------- |
| Deutschland (GfK)        | 4 (29 Wo.)        | 29 Wo.         |
| Österreich (Ö3)          | 10 (5 Mt.)        | 5 Mt.          |
| Schweiz (IFPI)           | 8 (5 Wo.)         | 5 Wo.          |

| ChartsJahrescharts (1982) | Platzierung |
| ------------------------- | ----------- |
| Deutschland (GfK)         | 26          |